# Marcela Donoso
Marcela Donoso Concha (Santiago, Chile; 16 de febrero de 1961) es una reconocida pintora chilena, perteneciente al movimiento "Realismo Mágico".

## Biografía
Estudio en la Facultad de Artes de la Universidad de Chile entre 1984 y 1988.
Vivió en África entre 1989 y 1991 donde aprende a hablar portugués y realiza diversos trabajos, entre ellos un monumento en fierro a los Héroes de la Independencia Mozambicana, un mural para el aeropuerto de Inhanbane, un mural conmemorativo en el Palacio de Gobierno de la misma ciudad y una exposición en el Salón para la Amistad de los Pueblos AMASP Mozambique.
Regreso a Chile y obtuvo la mención Unión de Mujeres Palestinas en el concurso Palestina visto en Chile 1992, su obra es adquirida por el Banco Osorno.
En julio de 1998 se inauguró en el Centro Cultural Montecarmelo la exposición itinerante Iconografía de Mitos y Leyendas de Chile, la que también fue presentada en el centro Cultural de Puente Alto y en la Universidad de Concepción.
Bajo el patrocinio del Ministerio de Relaciones Exteriores en 1999, esta misma obra fue exhibida en el Centro Cultural 508 de Brasilia y en el Memorial de América Latina en Sao Paulo, Brasil. Ambas muestras individuales.
Entre las presentaciones colectivas en Brasil destacan, Exposición de Pintura Latinoamericana en el Memorial de América Latina, patrocinado por el Consulado de Chile en el año 2000 y Arte Religioso Latinoamericano, con parte de la obra Patronos de Chile y Algunos Conjuros, en la Academia de Arte y Cultura de Brasil en marzo de 2001.
En el año 2002 publica el libro Iconografía de Mitos y Leyendas de América.
En abril de 2010 se inauguró la muestra Iconografía de Mitos y Leyendas de América en la UDLA, esta misma obra fue presentada en septiembre del mismo año en el Palacio de Tribunales de Justicia como Exposición Bicentenario de la Corte Suprema de Chile.

## Obras
- Serie "Iconografía de Mitos y Leyendas de Chile",
- Serie "Patronos de Chile y otros conjuros"
- película, "El Caleuche"[5]

## Libros
- Iconografía de Mitos y Leyendas de Chile, 2002, ISBN 956-291-592-1
- Pablo, 2008,[6] ISBN 1-933032-09-X

## Exposiciones
- Universidad de Concepcíón, Chillán, Chile, 1998
- Centro Cultural Montecarmelo,[7] Santiago, Chile, 1998
- Centro Cultural Puente Alto, Chile, 1999
- Centro cultural 508, Brasilia, Brasil, 1999
- Memorial de América Latina,[8] Sao Pablo, Brasil, 1999